# Berzieux
Berzieux és un municipi francès, situat al departament del Marne i a la regió del Gran Est. L'any 2007 tenia 77 habitants.

## Demografia

### Població
El 2007 la població de fet de Berzieux era de 77 persones. Hi havia 32 famílies, de les quals 8 eren unipersonals (8 dones vivint soles i 8 dones vivint soles), 16 parelles sense fills i 8 parelles amb fills.
La població ha evolucionat segons el següent gràfic:
Habitants censats

### Habitatges
El 2007 hi havia 39 habitatges, 33 eren l'habitatge principal de la família, 1 era una segona residència i 5 estaven desocupats. 38 eren cases i 1 era un apartament. Dels 33 habitatges principals, 31 estaven ocupats pels seus propietaris i 2 estaven llogats i ocupats pels llogaters; 2 tenien dues cambres, 1 en tenia tres, 6 en tenien quatre i 24 en tenien cinc o més. 32 habitatges disposaven pel capbaix d'una plaça de pàrquing. A 18 habitatges hi havia un automòbil i a 13 n'hi havia dos o més.

### Piràmide de població
La piràmide de població per edats i sexe el 2009 era:
| Homes | Edats   | Dones |
| ----- | ------- | ----- |
| 0     | 95 o +  | 0     |
| 0     | 90 a 94 | 0     |
| 1     | 85 a 89 | 0     |
| 1     | 80 a 84 | 0     |
| 2     | 75 a 79 | 3     |
| 4     | 70 a 74 | 3     |
| 4     | 65 a 69 | 1     |
| 3     | 60 a 64 | 7     |
| 4     | 55 a 59 | 1     |
| 1     | 50 a 54 | 2     |
| 3     | 45 a 49 | 2     |
| 1     | 40 a 44 | 5     |
| 1     | 35 a 39 | 2     |
| 3     | 30 a 34 | 2     |
| 4     | 25 a 29 | 1     |
| 2     | 20 a 24 | 2     |
| 1     | 15 a 19 | 1     |
| 3     | 10 a 14 | 2     |
| 0     | 5 a 9   | 4     |
| 2     | 0 a 4   | 5     |

## Economia
El 2007 la població en edat de treballar era de 34 persones, 24 eren actives i 10 eren inactives. De les 24 persones actives 23 estaven ocupades (13 homes i 10 dones) i 1 aturada (1 dona i 1 dona). De les 10 persones inactives 1 estava jubilada, 3 estaven estudiant i 6 estaven classificades com a «altres inactius».
Activitats econòmiques
Dels 4 establiments que hi havia el 2007, 2 eren d'empreses de construcció i 2 d'empreses de comerç i reparació d'automòbils.
Dels 2 establiments de servei als particulars que hi havia el 2009, 1 era un paleta i 1 guixaire pintor.
L'any 2000 a Berzieux hi havia 5 explotacions agrícoles que ocupaven un total de 1.005 hectàrees.

## Poblacions més properes
El següent diagrama mostra les poblacions més properes.